# Euprosthenops insperatus
Espèce
Euprosthenops insperatus est une espèce d'araignées aranéomorphes de la famille des Pisauridae.

## Distribution
Cette espèce est endémique d'Israël. Elle se rencontre vers Ein Hatzeva.

## Description
Le mâle holotype mesure 13,75 mm.

## Publication originale
- Zonstein & Marusik, 2021 : « The first Western Palearctic record of Euprosthenops Pocock (Araneae, Pisauridae), with description of a new species from Israel. » ZooKeys, no 1065, p. 13-27 (texte intégral).